# Illdisposed
Gli Illdisposed sono una band death metal danese, formatasi a Århus nel 1991.

## Formazione

### Formazione attuale
- Bo Summer - voce
- Jakob "Batten" Hansen - chitarra (2006-)
- Franz Hellboss - chitarra (2007-)
- Jonas "Kloge" Mikkelsen - basso (2004-)
- Thomas "Muskelbux" Jensen - batteria (2003-)

### Ex componenti

#### Chitarra
- Morten Gilsted (1993-1997)
- Tore Mogensen (1997-2002)
- Hans Wagner (1994)
- Lasse Bak Laart
- Martin Thim

#### Basso
- Ronnie R. Bak (1993-1998)
- John Doe

#### Batteria
- Michael Enevoldsen (1993-1994)
- Lars Hald (1995)
- Rolf Rognvard-Hansen (1995-2002)

## Discografia
Album in studio
- 1993 - Four Depressive Seasons
- 1995 - Submit
- 1997 - There's Something Rotten in the State of Denmark
- 2000 - Retro
- 2001 - Kokaiinum
- 2004 - 1-800 Vindication
- 2006 - Burn Me Wicked
- 2008 - The Prestige
- 2009 - To Those Who Walk Behind Us
- 2011 - There Is Light (But It's Not for Me)
- 2012 - Sense the Darkness
- 2014 - With the Lost Souls on Our Side
- 2016 - Grey Sky over Black Town
- 2019 - Reveal Your Soul for the Dead

Raccolte
- 1995 - Helvede
- 2002 - Kokaiinum / Retro

Singoli
- 2005 - Still Sane

EP
- 1994 - Return from Tomorrow

Split
- 2001 - Checkpoint #3

Demo
- 1992 - The Winter of Our Discontempt
- 1993 - Soulstorm
- 2003 - Promo 2003
- 2006 - Our Heroin Recess

Video
- 2005 - We Suck, Live Aarhus 2004